# Ordens imperiais do México
[carece de fontes?]

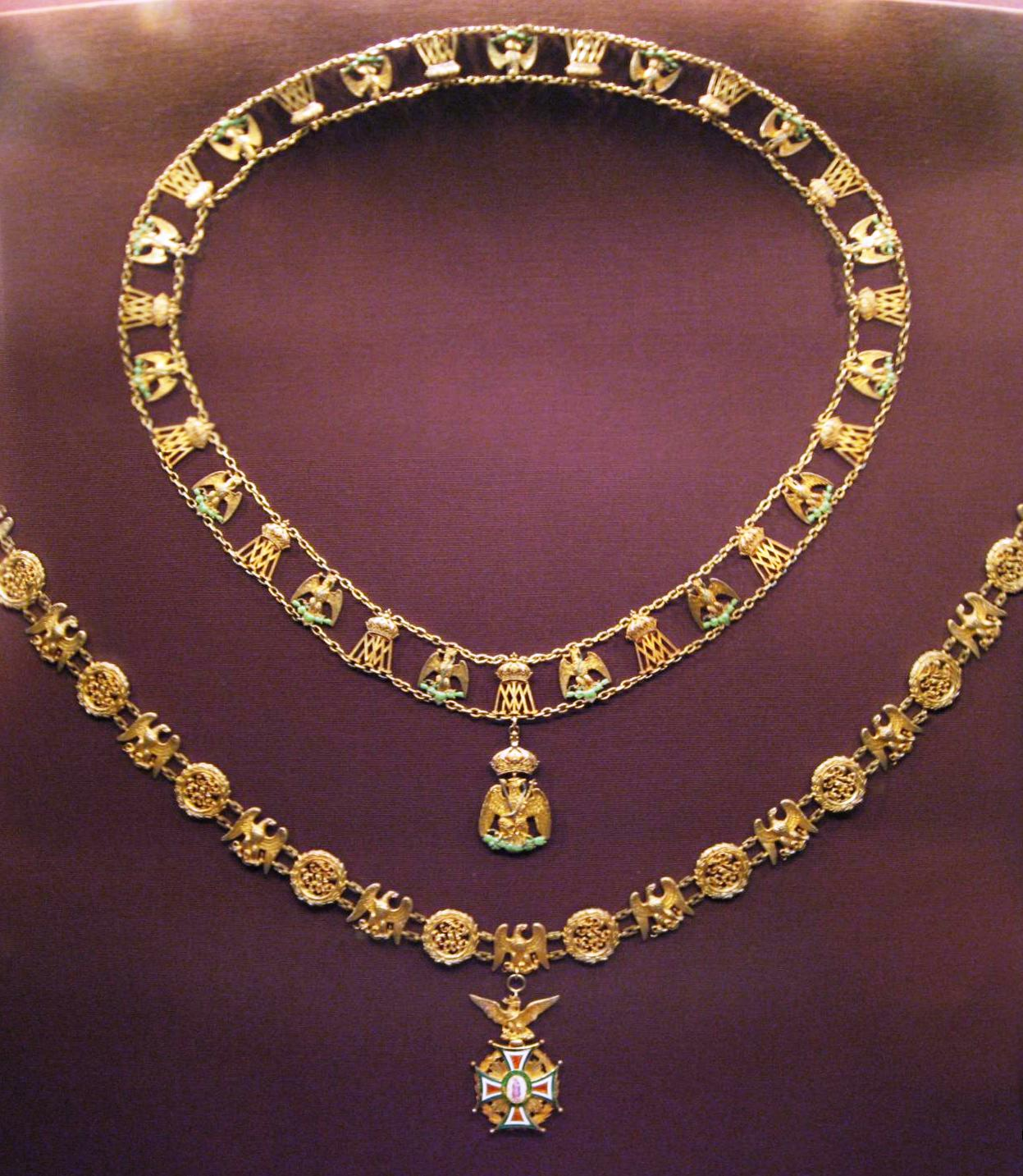
Corrente com a Ordem da Virgem de Guadalupe e a Ordem da Águia Mexicana.

Ao longo da história mexicana, três ordens imperiais têm sido criadas em México para condecorar aos chefes de estado e pessoas destacadas da sociedade durante o Primeiro Império Mexicano e o Segundo Império Mexicano: (1) a Ordem Imperial de Guadalupe durante o governo de Agustín de Iturbide; (2) a Ordem Imperial de San Carlos e (3) a Ordem Imperial da Águia Mexicana, além da restauração da Ordem de Guadalupe durante o governo de Maximiliano de Habsburgo. Cabe destacar que estas ordens que pertencem ao período do Império Mexicano foram descontinuadas durante a República Mexicana.

## Ordens honoríficas
| Ordem             | Ordem                            | Graus                                                      | Fundação e lema                                          | Fundador      | Barreta |
| ----------------- | -------------------------------- | ---------------------------------------------------------- | -------------------------------------------------------- | ------------- | ------- |
| Ínsignia da Ordem | Ordem de Guadalupe               | Grã-cruz Grande Oficial Comendador Oficial Cavaleiro       | 20 de fevereiro de 1822 RELIGIÓN, INDEPENDENCIA Y UNIÓN. | Agostinho I   |         |
| Medalha da Ordem  | Ordem Imperial da Águia Mexicana | Colar Grã-cruz Grande Oficial Comendador Oficial Cavaleiro | 1 de janeiro de 1865 EQUIDAD EN LA JUSTICIA.             | Maximiliano I |         |
| Ínsignia da Ordem | Ordem de São Carlos              | Colar Grã-cruz Grande Oficial Comendador Oficial Cavaleiro | 10 de abril de 1865 HUMILITAS                            | Maximiliano I |         |

### Ordem de Guadalupe
Ordem de Guadalupe 1822
Durante o Primeiro Império Mexicano criou-se a «Ordem Imperial de Guadalupe» o 20 de fevereiro de 1822 pela Junta Provisória Governativa do Império, a petição do Sereníssimo Generalíssimo Senhor Almirante Dom Agustín de Iturbide para recompensar ao verdadeiro mérito, e ações magnânimas com que muitos dignos filhos deste solo se distinguiram com seu valor, talento e virtudes cívicas, para conseguir a grande obra de sua emancipação, e cimentar as bases de sua felicidade pública, considerando um governo moderado, equitativo e justo, que conduza ao mais alto grau a prosperidade de todos os cidadãos e a general do Império com o objectivo de premiar o valor e as virtudes daqueles que tudo o sacrificaram por elevar à Pátria. A Ordem Imperial de Guadalupe compõe-se de Grande Mestre, Cavaleiros de Grandes Cruzes, Cavaleiros de número e Cavaleiros supernumerários. Para ser agraciado pela classe de Cavaleiro de Número deve-se ter 25 anos, ser cidadão do Império, ser católico, gozar de conceito público e de ter feito ao Estado serviço distintos, qualificados pela mesma Assembleia da Ordem.
- Grandes Cruzes (25)
- Cavaleiros de Grandes Cruzes (50)
- Cavaleiros de Número (100)
- Cavaleiros Supernumerários (ilimitado)

Grande Mestre
- S.M.I Agustín de Iturbide, Imperador

- S.A Joaquín de Iturbide, Príncipe da União
- S.A Agustín Jerónimo de Iturbide, Príncipe Imperial
- S.A Ángel de Iturbide, Príncipe Mexicano
- S.A Salvador de Iturbide, Príncipe Mexicano
- Juan Ruiz Cabañas, O bispo de Puebla
- Antonio Pérez, Arcebispo da Guatemala
- Manuel Isidro Pérez, O bispo de Oaxaca
- Nicolás García, Arcebispo da Nicarágua

Cavaleiros Grandes Cruzes
- Juan Ou'Donoju (pós mortem)
- José Manuel de Herrera, Premiê
- Manuel da Sota Riva, Capitão Geral e Chefe Superior Político da província de México
- José Domínguez Maso, Ministro de Justiça
- Antonio Medina Calderón, Ministro de Fazenda
- Pedro Celestino Negrete, General de Divisão
- Luis Quintanar, General de Divisão
- Domingo Estanislao Luaces, Intendente Corregidor de Povoa
- José Isidro Huarte, Prefeito de Valladolid
- Vicente Guerreiro, General de Divisão
- Anastasio Bustamante, General de Divisão
- Alejo Chimalpopoca, Descendente do Imperador mexica Chimalpopoca
- San Mateo Valparaíso, Conde
- José Mariano Almanza, Conselheiro de Estado
- Manuel Vazquéz de León, Membro da Junta Provisória Gubernativa
- Manuel da Barcena, Canónigo lectoral na Catedral de Valladolid
- Pedro do Passo e Troncoso, General de Divisão
- Domingo Hermenegildo Mau, Alférez do Regimiento de Infantería

... Etcétera
Ordem de Guadalupe 1853
Durante a República Mexicana baixo a Presidência de Antonio López de Santa Anna
Ordem de Guadalupe 1865
Durante o Segundo Império Mexicano restaurou-se a anterior «Ordem Imperial de Guadalupe» o 1 de janeiro de 1865 para recompensar o mérito distinto e as virtudes cívicas. A condecoração é uma cruz de ouro de quatro braços esmaltados das três cores da bandeira nacional, tendo no centro uma elipse esmaltada de verde e no fundo desta a imagem de Nossa Senhora de Guadalupe sobre campo branco. Em cima do braço superior da cruz uma águia sobre o nopal com a coroa imperial, e do braço inferior sai por um lado uma palma e pelo outro um ramo de oliva, ao redor da elipse, o lema: "Religião, Independência e União" e ao reverso em letras esmaltadas esta lenda: "Ao mérito e virtudes". Os nomeamentos fá-se-ão o 12 de dezembro, festa de Nossa Senhora de Guadalupe, e o 6 de julho, aniversário do Imperador, além das condecorações que se concedam por circunstâncias especiais. A Ordem Imperial de Guadalupe compõe-se de cavaleiros, Oficiais, Comendadores, Grandes Oficiais e Grandes Cruzes. As cruzes concebidas a estrangeiros não estão compreendidas nestes números. Em todo ato oficial os membros da Ordem levarão a condecoração.
- Grandes Cruzes (30)
- Grandes Oficiais (100)
- Comendadores (200)
- Oficiais (500)
- Cavaleiros (Ilimitado)

Grande Mestre
- S.M.I Maximiliano, Imperador

Grandes Cruzes
- José Mª Gutiérrez de Estrada
- Juan N. Almonte, Marechal da Corte
- Tomás Mejía, General de Divisão
- Leonardo Márquez, General de Divisão
- Mariano Salgas, General de Divisão
- Pelagio Antonio de Labastida, Arcebispo de México.
- Carlos María Colina, Bispo de Povoa
- Ignacio Aguilar, Ministro de México em Espanha.
- José Fernando Ramírez, Ministro de Estado.
- José Salazar Ilarregui, Comissário Imperial de Yucatán.
- José López Uraga, Conselheiro de Estado.
- Napoleão III, Imperador da França
- Isabel II, Rainha de Espanha
- Victoria I, Rainha do Reino Unido da Grã-Bretanha e Irlanda

... Etcétera

## A Ordem da Águia Mexicana
A Imperial Ordem da Águia Mexicana foi criada por Maximiliano de Habsburgo o 1 de janeiro de 1865. Dividia-se em dois tipos: Classe Superior (consistente na Grande Cruz com Collarín que só podia ser recebida por um chefe de Estado) e em cinco classes ordinárias:
- Grande Cruz
- Grande Oficial
- Comendador
- Oficial
- Cavaleiro

### Grande Mestre
- S.M.I Maximiliano, Imperador

### Grandes Cruzes
- Dom Pedro II

## A Ordem de San Carlos

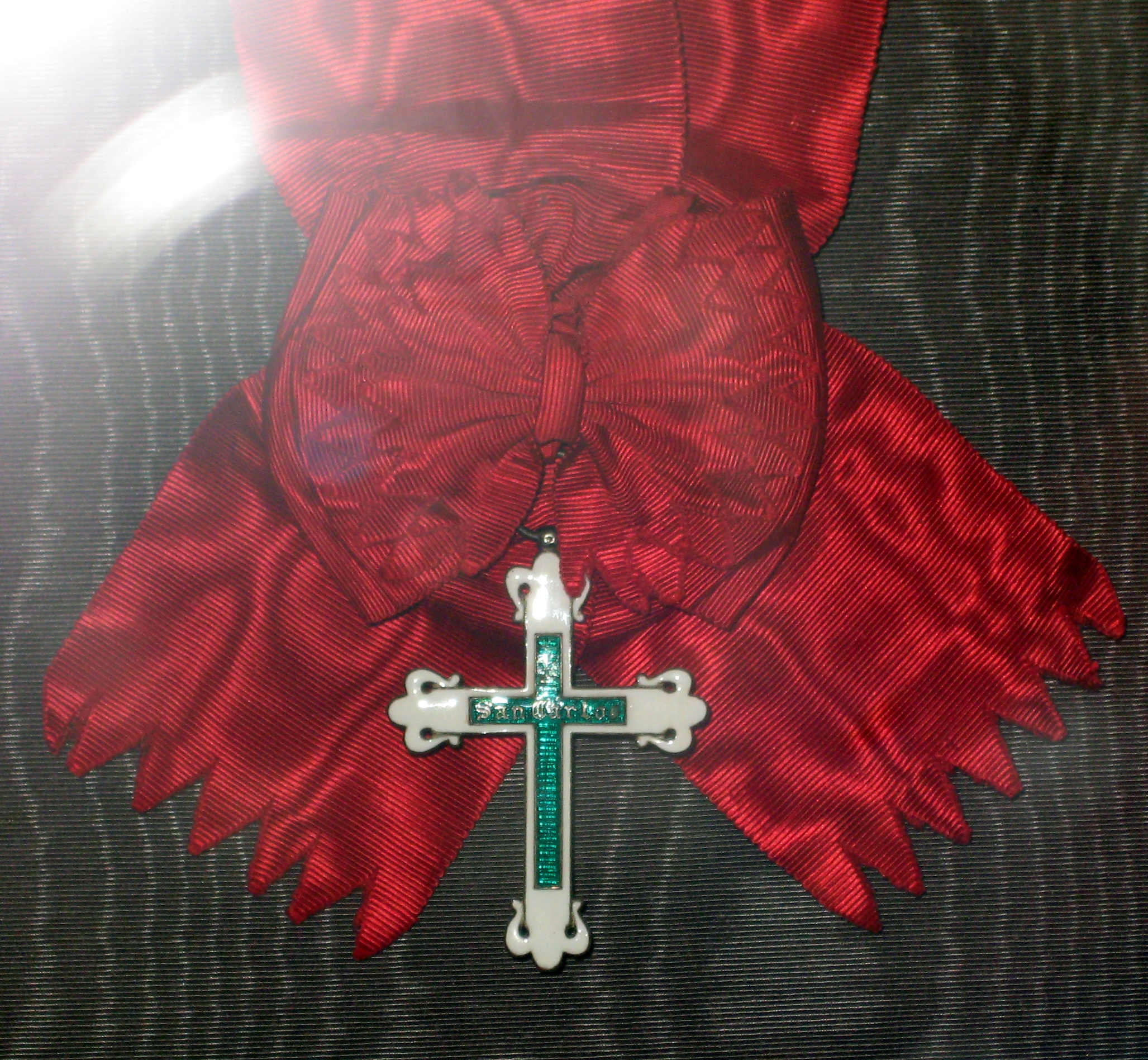
Ordem Imperial de San Carlos.

A Imperial Ordem de San Carlos foi criada por Maximiliano I o 10 de abril de 1866 para condecorar de maneira exclusiva às mulheres que tivessem destacado no serviço à comunidade. A ordem fazia honra a San Carlos Borromeo, o santo patrão da Imperatriz Carlota, quem a encabeçava. Dividia-se em duas classes: Grande Cruz (para um máximo de 24 damas) e Cruz (sem limite algum).

## Veja-se também
- História de México
- Virgem de Guadalupe